# Kunio Nakagawa
Kunio Nakagawa  (中川 州男 Nakagawa Kunio?, 23 de enero de 1898 - 24 de noviembre de 1944) fue un coronel del Ejército Imperial Japonés durante la Segunda Guerra Mundial. Fue el comandante de las fuerzas japonesas que defendieron Peleliu, aguantando la isla durante casi tres meses.

## Biografía
Nakagawa nació en la prefectura de Kumamoto, siendo el tercer hijo del director de un colegio de primaria. Tras graduarse en la 30.ª promoción de la Academia del Ejército Imperial Japonés en 1918, fue destinado con el rango de alférez en el 48.º Regimiento de infantería. Sus siguientes destinos serían el 2.º Regimiento del Ejército de Taiwán, la plana mayor de la 12.ª División y comandante de batallón en el 79.º Regimiento de infantería. Nakagawa entraría en combate por primera vez durante el Incidente del Puente de Marco Polo, sirviendo con distinción en la segunda guerra sino-japonesa en la provincia de Shanxi. En marzo de 1939, y gracias a la recomendación del comandante del regimiento, Nakagawa entró en la Academia de Estado Mayor, siendo ascendido a teniente coronel. En abril de 1941 sería condecorado con la prestigiosa Orden del Milano de Oro, de 4.ª clase. Tras ser ascendido a coronel en marzo de 1943, sería asignado como comandante en jefe del 2.º Regimiento de infantería en la 14.ª División, destinada en Manchuria.
Cuando la situación japonesa en el Pacífico se tornó desesperada, la 14.ª División fue enviada a Palau para reforzar las defensas de la zona. El 2.º Regimiento de Nakagawa fue destinado a Peleliu, una pequeña isla al sur del archipiélago. Antes de partir hacia su nuevo destino, Nakagawa le confesó a su esposa que no regresaría. De acuerdo a la nueva doctrina defensiva del Ejército Japonés en las islas del Pacífico, Nakagawa se sirvió de la geografía natural de Peleliu para construir numerosas fortificaciones conectadas por medio de un complejo sistema de túneles con el objetivo de infligir el mayor número de bajas a las fuerzas aliadas. El 15 de septiembre de 1944, fuerzas estadounidenses desembarcaron en Peleliu. La batalla se alargó durante más de dos meses, siendo muy cuestionada en EE. UU. por el escaso valor estratégico de la isla y el elevado número de bajas.
El 24 de noviembre, Nakagawa declaró desde su puesto de mando “Nuestra espada se ha roto y nos hemos quedado sin lanzas”. Posteriormente, quemó el estandarte del regimiento y se suicidó siguiendo el ritual del seppuku. Fue ascendido póstumamente a teniente general por su valor durante la defensa de Peleliu.
Sus restos fueron encontrados en 1993.